# ショロム・セクンダ

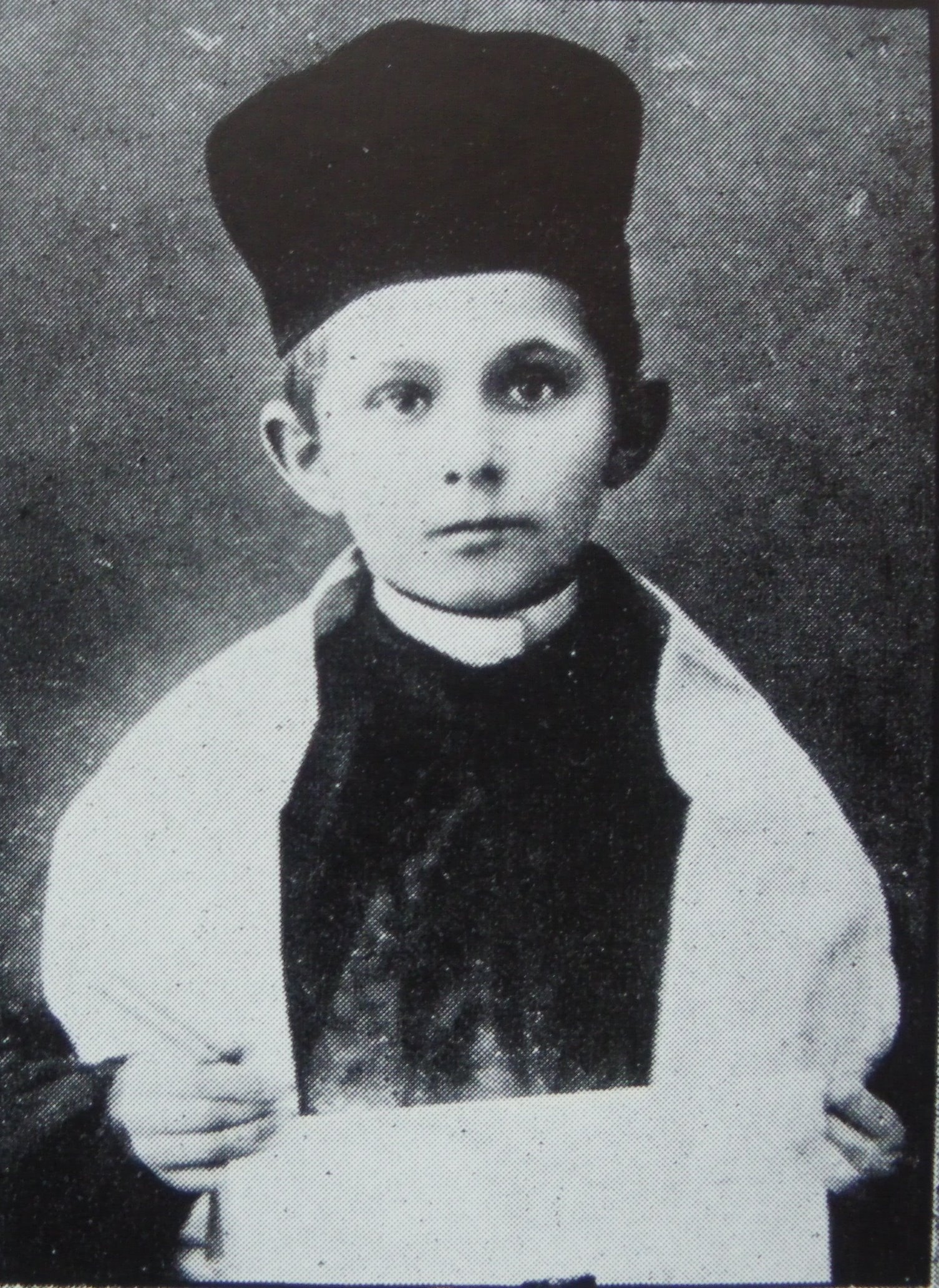
ショロム・セクンダ（1904年、10歳）

ショロム・セクンダ（Sholom Secunda、1894年11月4日 - 1974年1月13日）は、ウクライナ出身のユダヤ系アメリカ人作曲家。

## 生涯
1894年、ウクライナのオレクサンドリーヤに、ユダヤ人として生まれる。13歳のとき、家族と共にアメリカ合衆国に移住する。
19歳のとき、ニューヨークのオデオン劇場の合唱団員に登録となるが、そのころより、イディッシュ語の歌を作っている。20歳のとき、ジュリアード学院の前身の「音楽芸術研究所」(the Institute for Musical Art) で、本格的に音楽を学ぶ。イードン劇場でのヘブライ聖書からの題材の音楽劇「ヨシュア」のスコアを作成している。1921年より3年間、フィラデルフィアで活躍する。ニューヨークに戻り、1926年、自分の作品のオペレッタのモシカ (Moshka) がヒットする。イディッシュ語の歌や劇音楽を手がけ、徐々に知名度を上げる。1932年に、ジャズの有名なスタンダード・ナンバーとなる「素敵なあなた」(Bei Mir Bistu Shein) の主要部分を作曲するが、30ドルで版権を手放す。1938年に、「ドナドナ」を作曲する。その後長く、作曲活動を、1973年まで、続けてきた。
1974年に、79歳で死去する。

## 著名な作品
- 素敵なあなた　Bei Mir Bistu Shein
- ドナドナ　Donna Donna